# Groß-Umstadt
Groß-Umstadt er en by i Landkreis Darmstadt-Dieburg i Hessen. Den har partnerbyerne
- Saint-Péray, Frankrig, Département Ardèche, siden 1966
- Santo Tirso, Portugal, Região Norte, siden 1988
- Dicomano, Italien, Provinz Florenz, siden 2010

## Kommunalvalg 2011
| Parti                          | Procent |
| ------------------------------ | ------- |
| SPD                            | 43,6    |
| CDU                            | 23,8    |
| Bündnis 90/Die Grünen          | 15,5    |
| Bürgervereinigung Groß-Umstadt | 13,5    |
| FDP                            | 3,6     |